# Pinnaspis albizziae
Pinnaspis albizziae är en insektsart som först beskrevs av Green 1899.  Pinnaspis albizziae ingår i släktet Pinnaspis och familjen pansarsköldlöss.
Artens utbredningsområde är Sri Lanka. Inga underarter finns listade i Catalogue of Life.